# Bolbitis multipinna
Bolbitis multipinna är en träjonväxtart som beskrevs av F.G.Wang, K. Iwats. och F.W.Xing. Bolbitis multipinna ingår i släktet Bolbitis och familjen Dryopteridaceae. Inga underarter finns listade.